# Botta e risposta (musica)

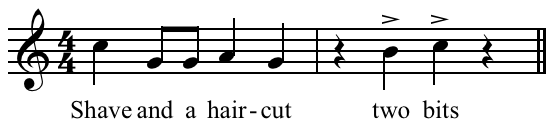
Shave and a Haircut.

Per botta e risposta (a volte riportato con l'equivalente in lingua inglese call and response) si intende, in musica, una successione di due frasi, solitamente dichiarate da due musicisti distinti, e dove la seconda funge da commento di risposta alla prima.

## Caratteristiche
Nelle culture dell'Africa subsahariana il "botta e risposta" è una pervasiva forma di partecipazione democratica adottata nei raduni pubblici riguardanti le questioni civiche, i riti religiosi e come espressione musicale vocale e strumentale. Questa forma è stata poi esportata negli Stati Uniti, in seguito al commercio degli schiavi, dove è stata trasmessa musicalmente in innumerevoli generi quali il blues, l'R&B, il soul, il gospel, il rock 'n' roll, il funk e l'hip-hop. Altre forme culturali americane che hanno ereditato questa tecnica includono i raduni religiosi e quelli pubblici. Essa è anche comune in varie aree delle Americhe che sono state toccate dalla tratta degli schiavi come confermano la rumba cubana e il culto della santería. Fra le altre espressioni che hanno adottato il "botta e risposta" includono la musica classica indiana, come dimostra in modo particolare il jugalbandi.